# Baardmosspikkelspanner
De baardmosspikkelspanner (Alcis jubata) is een nachtvlinder uit de familie van de spanners (Geometridae). 

## Kenmerken
De voorvleugellengte bedraagt tussen de 13 en 16 mm. De meestal witte grondkleur met zwarte tekening en het kleine formaat onderscheiden deze spikkelspanner van andere spikkelspanners. Er komen echter ook enigszins bruin gekleurde exemplaren voor. Heeft een opvallende zwarte middenvlek op de voorvleugel.

## Levenscyclus
De baardmosspikkelspanner gebruikt met name baardmos, maar misschien ook andere korstmossen op dennen, als waardplant. De rups is te vinden van eind augustus tot in juni. De soort overwintert als rups. De vlinder kent jaarlijks één generatie die vliegt van eind juni tot en met augustus.

## Voorkomen
De soort komt verspreid van Centraal-Europa, Scandinavië en het noorden van Italië  voor. In België komt de soort niet voor, de laatste waarneming in Nederland dateert van 1955.